# Akashdeep Singh
Pour les articles homonymes, voir Singh.
Akashdeep Singh est un joueur de hockey sur gazon indien évoluant au poste d'attaquant au Punjab Armed Police et avec l'équipe nationale indienne.

## Biographie
Akashdeep est né le 2 décembre 1994 dans l'état du Pendjab.

## Carrière
Il a été appelé en 2016 pour concourir aux Jeux olympiques d'été de 2016 à Rio de Janeiro.

## Palmarès
- : 1er aux Jeux asiatiques en 2014
- : 1er au Champions Trophy d'Asie en 2016
- : 1er à la Coupe d'Asie en 2017
- : 1er au Champions Trophy d'Asie en 2018[2]
- : 2e au Champions Trophy d'Asie en 2012
- : 2e aux Jeux du Commonwealth en 2014
- : 2e au Champions Trophy en 2016
- : 3e à la Ligue mondiale 2014-2015
- : 3e à la Ligue mondiale 2016-2017
- : 3e aux Jeux asiatiques en 2018
- : 3e au Champions Trophy d'Asie en 2021